# Claude Victor-Perrin
Claude Victor-Perrin, 1.º Duque de Belluno (Lamarche, 7 de dezembro de 1764 — Paris, 1 de março de 1841) foi um militar francês que participou nas Guerras Revolucionárias Francesas e nas Guerras Napoleónicas. Ascendeu ao posto de Marechal de França em 1807.

## Vida
Ele nasceu em Lamarche nos Vosges em 1764, filho de Charles Perrin e esposa Marie Anne Floriot, neto paterno de Charles Perrin e esposa Gabrielle Guerin, nascido em 1696, e bisneto de Pierre Perrin e esposa Anne Louvière. Aos 17 anos ele se alistou no regimento de artilharia em Grenoble como soldado particular, e após dez anos de serviço ele se candidatou e recebeu sua dispensa por causa de seu desgosto com as maneiras do exército revolucionário e se estabeleceu em Valence. Pouco depois juntou-se aos voluntários locais e, distinguindo-se na guerra da fronteira alpina, em menos de um ano ascendeu ao comando de um batalhão. Em Drôme, Valence, em 16 de maio de 1791 casou-se com Jeanne Josephine Muguet.

## Carreira militar

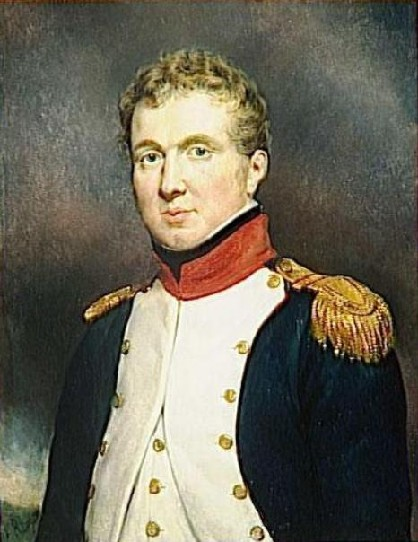
Victor como tenente-coronel do 5º Bataillon do Ródano em 1792

### Guerras Revolucionárias
Por sua bravura no cerco de Toulon em 1793, ele foi elevado ao posto de général de brigade. Posteriormente, serviu por algum tempo no exército dos Pirenéus Orientais e, na campanha italiana de 1796-1799, e foi promovido a general da divisão.
Depois de comandar por algum tempo as forças no departamento de Vendée, ele foi novamente destacado para a Itália, onde atuou bem no serviço contra as tropas papais, e teve um papel importante na batalha de Marengo. Em 1802 ele foi nomeado governador da colônia da Louisiana por um curto período, em 1803 ele comandou o exército bataviano e, posteriormente, atuou por dezoito meses (1805-1806) como plenipotenciário francês em Copenhague. Naquele ano, ele se casou pela segunda vez em junho em 's-Hertogenbosch com Julie Vosch van Avesaat.

### Guerras Napoleônicas
No início das hostilidades com a Prússia (a Guerra da Quarta Coalizão), ele se juntou ao V Corpo de Exército sob o marechal Jean Lannes como chefe do estado-maior geral. Ele se destacou nas batalhas de Saalfeld e Jena, e em Friedland comandou o I Corpo de exército de tal maneira que Napoleão o nomeou marechal da França. 
Após a paz de Tilsit tornou-se governador de Berlim e em 1808 foi nomeado duque de Belluno (o título foi extinto em 1853). No mesmo ano foi enviado para a Espanha, onde teve um papel de destaque na Guerra Peninsular (especialmente contra Blake na Batalha de Espinosa, e mais tarde nas batalhas de Talavera, Barrosa e Cádiz), até sua nomeação em 1812 para um comando na invasão da Rússia. No início, suas tropas foram postadas na Prússia oriental, mas mais tarde foi transferido para Smolensk para apoiar as forças invasoras. A partir daqui, seu serviço mais importante foi proteger o exército em retirada na travessia do rio Berezina.
Ele participou ativamente das guerras de 1813-1814, até que em fevereiro de 1814 chegou tarde demais a Montereau-sur-Yonne. O resultado foi uma cena de recriminação violenta e sua substituição pelo imperador, que transferiu seu comando para Gérard. Assim ferido em seu amor próprio, Victor agora transferia sua lealdade à dinastia Bourbon, e em dezembro de 1814 recebeu de Luís XVIII o comando da segunda divisão militar. Em 1815, no retorno de Napoleão do exílio em Elba, Victor acompanhou o rei a Ghent.

## Restauração Bourbon
Quando a segunda restauração se seguiu à Batalha de Waterloo, ele foi feito um par da França. Se tornou presidente de uma comissão que investigou a conduta dos oficiais durante os Cem Dias e dispensou os simpatizantes de Napoleão. Em 1821 foi nomeado ministro da Guerra e ocupou este cargo por dois anos. Em 1830, ele era major-general da guarda real e, após a Revolução de julho daquele ano, retirou-se totalmente para a vida privada. Ele morreu em Paris em 1º de março de 1841. Seus documentos para o período de 1793 a 1800 foram publicados (Paris, 1846).

## Vida pessoal
Victor se casou com Jeanne-Josephine Muguet em maio de 1791 e teve quatro filhos:
- Victorine (1792-1822)
- Charles (1795-1827)
- Napoleon-Victor (1796-1853)
- Eugene (1799-1852)

Seu segundo casamento foi com Julie Vosch van Avesaet em junho de 1803 (1781-1831), com quem teve uma filha:
- Stephanie-Josephine (1805-1832)